# 길 없는 거리
길 없는 거리(The Town Without Streets, 道のない街) 은 일본의 공포 만화가 이토 준지의 만화다.

## 수록 이야기
1. 길 없는 거리
2. 이상접근!
3. 지도 마을
4. 사이렌 마을
5. 초자연 전학생

## 출판 정보
- 한국
  - 《길 없는 거리》 (시공사, 1999년 9월 1일 출간) ISBN 9788952702661(8952702662)

## 같이 보기
- 이토 준지